# Trigger (batteria)

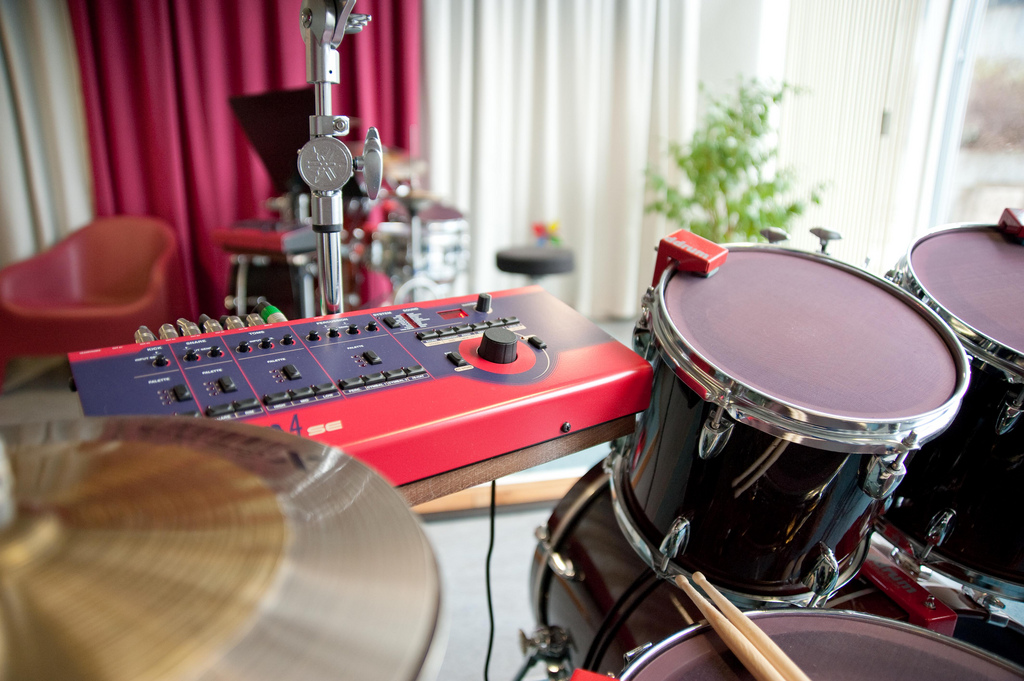
Un trigger per batteria acustica applicato sul tom, al lato sinistro un modulo sonoro

Il trigger è un sensore elettronico applicato ad un tamburo o un piatto della batteria, che produce un determinato suono assegnato da una centralina chiamata modulo sonoro, una volta che la pelle è stata colpita.

## Applicazione
Nella batteria elettronica, il trigger è collocato nei pad (i piattelli che prendono il posto dei tamburi acustici della batteria tradizionale) che genera un impulso elettrico quando colpito dalla bacchetta, proporzionale alla forza d'impatto. I segnali provenienti dai vari trigger sono indirizzati al modulo sonoro, per la generazione del suono finale. Il segnale di trigger può anche essere utilizzato per sincronizzare il tempo di eventuali moduli sintetizzatori o sequencer.
Esistono anche trigger che vengono usati su batterie acustiche, i quali vengono collocati in genere sui cerchi dei tamburi. Il loro impiego sui set acustici è oggetto di dibattito. Ciò è dovuto al fatto che il suono triggerato priva di tutte le dinamiche e le sfumature che si ottengono con un tocco naturale, in favore di un suono costante che ha sempre la stessa intensità e lo stesso timbro. Certi lo considerano un metodo per nascondere i propri limiti di fluidità e precisione sonora, producendo un suono artefatto.
Altri invece ritengono che l'uso del trigger non nasconda queste lacune e, al contrario, potrebbe aiutare ad effettuare i colpi con intensità costante e precisa, poiché il sensore non potrebbe rilevare il segnale se il colpo non è forte abbastanza o riprodurre un doppio colpo se l'intensità è troppo elevata.
Il trigger per set acustici è facilmente riscontrabile nella musica heavy metal (in particolar modo quella più estrema, anche se negli ultimi anni il loro utilizzo si è ampliato in quasi tutti i generi metal) e viene applicato soprattutto alla doppia cassa per darne maggior definizione, in particolar modo quando suonata ad alte velocità. Alcuni batteristi metal che ne fanno uso sono: Vinnie Paul, Joey Jordison, Raymond Herrera, Pete Sandoval, Eric Singer, Jan Axel Blomberg e Nicholas Barker. Vi sono tuttavia anche batteristi di altri generi che lo utilizzano come Marco Minnemann, Johnny Rabb, Peter Erskine, Thomas Lang, Stefano D'Orazio e Travis Barker. Akira Jimbo usa spesso i trigger per generare suoni MIDI dai suoi tamburi.